# Autel de Saint-Jean-de-Muzols
L'autel de Saint-Jean-de-Muzols est un autel du IIe siècle élevé à Hadrien situé à Saint-Jean-de-Muzols, en France.

## Présentation
C'est un autel du IIe siècle élevé à Hadrien par les bateliers du Rhône. Il est situé place de l'église, sur la commune de Saint-Jean-de-Muzols, dans le département français de l'Ardèche.
L'édifice est classé au titre des monuments historiques en 1943.